# لنبان
لُنبان نام محله‌ای در شهر اصفهان است. این منطقهٔ قدیمی از مرکز شهر فاصله کمی دارد. یکی از خیابان‌های اصلی که از این منطقه عبور می‌کند خیابان دکتر بهشتی است. در زمان پهلوی این خیابان «شاهپور» نام داشت که پس از انقلاب ۵۷ «مصدق» نام گرفت، پس از شهادت سید محمد بهشتی رئیس دیوان عالی کشور و دبیرکل حزب جمهوری اسلامی و به دلیل تولد وی در این محله به «خیابان شهید دکتر بهشتی» تغییر نام داد.
سید محمد بهشتی رئیس دیوان عالی کشور و اولین دبیرکل حزب جمهوری اسلامی که در ۷ تیر ۱۳۶۰ (خورشیدی) در انفجار دفتر حزب جمهوری اسلامی کشته شد متولد همین محله و از ساکنان قدیمی لنبان بود.
در روایات آمده است که این قریه محل سکونت پادشاهان و زمامداران صفوی بوده است و در جریان حکومت زندیه از جنگ، غارت و تاراج محفوظ مانده است.دو دوره حکومتی مهم در اصفهان وجود دارد؛ نخست آل‌بویه که به‌طور قطع لنبان در ابتدای امر تا زمان علاءالدوله یکی از روستاهای نزدیک شهر بوده است؛ دروازه شهر که نزدیک این ده بوده به دروازه لنبان خوانده می‌شده و پس از توسعه شهر یکی از محلات مهم آن به‌شمار رفته است.
لنبان از گذشته تا امروز شخصیت‌ها و اتفاق‌های مهمی را در دل خود جای داده است و همچنان ورزش زورخانه‌ای در آن به حیات خود ادامه می‌دهد؛ شاپور قدیم به نوعی همسایه دیوار به دیوار این محله محسوب می‌شود که می‌توان گفت، این همجواری و همسایگی به اجبار سنت را به صنعت و میل و کباده و سپر را به پیچ و آچار گره زده است؛ این پیوند، بخشی از جریان حیاتی شهر اصفهان را در دست گرفته است و همچنان که در لنبان زندگی جریان دارد، در شاپور نیز صنعت ماشین‌های سبک و سنگین به کار خود ادامه می‌دهد.

## معنی لغوی
«لُنب» در لغت به معنای بزرگ و لنبان به معنی بزرگان است و به‌دلیل اینکه افراد بزرگ و شاخصی در این محله ساکن بوده‌اند، آن را به این نام می‌خوانند؛ محله‌ای وسیع و پرتردد که اهالی آن بسیار خونگرم بوده و در عین حال روحیه‌ای مردانه دارند؛ در واقع پهلوان‌خیزی و پیوند سنت و صنعت از ویژگی‌های این محله است.

## جمعیت
جمعیت این محله (بلوک آماری) در سال 1401، 10491 نفر با تراکم 118 نفر در هر کیلومتر مربع بوده است.

## آثار تاریخی

### مسجد لنبان
مسجد لنبان این محله دارای قدمتی تاریخی است در حیاط این مسجد دو چنار کهنسال وجود دارد و مادی نیاصرم از وسط حیاط آن عبور می‌کند؛ مسجد لنبان دارای درختان بسیار و محلی خوش آب و هوا و با صفا است که در زیر تالار بزرگ آن، نهر آب جریان دارد و سردابه‌ای بنا شده است.
یکی از اهالی این محله درباره مسجد لنبان می‌گوید: پیش از این و قبل از آنکه تخت فولاد، قبرستان رسمی اصفهان شود، مردگان را در قبرستان‌های محلی لنبان، همچنین در حیاط این مسجد به خاک می‌سپردند و قبل از دفن با آب همین مادی و در شبستان مسجد غسل می‌دادند.

### باغ نو
در محله لنبان پارک و فرهنگ‌سرایی به نام عرفان قرار دارد که درست ۱۰۲ سال پیش مسعود میرزا حاکم اصفهان و پسر ناصرالدین‌شاه در آن از دنیا رفت.
این باغ که اکنون تنها سردر زیبای آن به‌جا مانده است، معروف به «باغ نو» بود؛ باغی بزرگ که ظل‌ السلطان، ۸۰ هزار لیره خرج ساختمان و بناهای آن کرد و درختان کهنسال چهارباغ را از ریشه درآورد و به آنجا انتقال داد؛ بعد از او نیمی از این باغ به اکبر میرزا صارم‌ الدوله و نیمی دیگر به بهرام‌ میرزا رسید.

## جسارت وابسته
- سپاهان
- محله زینبیه
- مسجد لنبان
- رهنان